# Сент-Луис Кардиналс
Сент-Луис Кардиналс (англ. St. Louis Cardinals) — профессиональный бейсбольный клуб, выступающий в Главной лиге бейсбола (МЛБ). Клуб был основан в 1882 году.

## История

### Ранние годы
Команда была сформирована и включена в Американскую ассоциацию в 1882 году. Первым владельцем команды стал Крис Ван дер Эйх. Первоначально команда называлась «Браун Стокинг» («Коричневые чулки»). Это название было выбрано под впечатлением от игры команды из Цинциннати, которая называлась «Красные Чулки». Но вскоре название сократилось до «Браунс». В ранней версии мировой серии Браунс дважды играли против Чикаго Уайт Стокинг. В 1885 году победитель не был выявлен, а в 1886 году Сент-Луис выиграл. Это стал единственный случай в так называемые «ранние годы», когда команда из Американской ассоциации выиграла у команды из Национальной лиги. Конкуренция Чикаго— Сент-Луис продолжается и в нынешнее время в разных видах спорта.
С середины 80-х годов XIX века в Национальной лиге играла ещё одна команда из Сент-Луиса под названием «Марунс» («maroon» — красно-коричневый). Но они не выдержали конкуренции с Браунс и через некоторое время были расформированы.
В 1892 году после банкротства Американской ассоциации Сент-Луис Браунс перешли в Национальную лигу. В 1899 году они сменили название на «Перфектос». Также в этом сезоне лучшие игроки команды Кливленд Спайдерс перешли в Сент-Луис, так как у этих команд был один владелец и он решил сделать из двух средних команд одну сильную. Это привело к упадку Кливлендских Пауков, а в Сент-Луис пришёл один из самых легендарных питчеров в истории Кай Янг. Сейчас его именем назван приз лучшему питчеру, который вручается отдельно в каждой лиге. Но пребывание Янга в Сент-Луисе было не долгим.
Название «Перфектос» долго не продержалось, и в скором времени команда была названа «Кардиналс», а цвета сменились с коричневых на красные. В следующие двадцать лет Кардиналы были одними из аутсайдеров Национальной лиги и по популярности в городе проигрывали возрожденным «Браунс», которые играли в Американской лиге. Но близились двадцатые годы XX века, когда все поменялось.

### 1920-е
Кардиналы стали подниматься в середине двадцатых годов. Лучшим игроком был игрок второй базы Роджер Хорнсби, который по статистическим показателям уступал только легендарному «Малышу» Руту из Нью-Йорк Янкис. В 1926 году Кардиналы удивили всех, когда сначала впервые выиграли титул победителя Национальной лиги, а потом и вообще потрясли, когда в семи матчах в Мировой Серии обыграли великую команду Нью-Йорк Янкис. Седьмая игра Мировой Серии 1926 стала легендарной. Кульминация в игре наступила в седьмом иннинге, когда ветеран Сент-Луиса питчер Гловер Александр вышел бросать против сильного беттера Тони Лазерри при всех загруженных базах. Существует легенда, что Александр был немного «поддатым» после празднования предыдущей победы. Но, несмотря на это, он выбил Лазерри страйкаутом. Дальше у Янкис особых шансов не было.
В 1927 году Кардиналы не смогли попасть в мировую серию, но уже в следующем сезоне они вновь выиграли Национальную лигу. В мировой серии их соперниками снова были Янкис из Нью-Йорка. Но в этот раз борьбы не получились — Янкис выиграли серию всухую.
В эти годы генеральный менеджер команды Рики Бранч решил создать систему младших лиг, которые позволили бы Кардиналам иметь возможность тренировать талантливую молодёжь.
Следующие 20 лет в Национальной лиге проходили в яростном соперничестве между тремя командами — Кардиналов, Кабс из Чикаго и Гигантов из Сан-Франциско. В период с 1926 по 1946 год эти три команды 17 раз выигрывали титул победителя Национальной лиги.

### 1930-е
В тридцатые годы любимцами публики была так называемая «Банда с газового завода» (англ. Gas House Gang), куда входили Диззи Дин, Джо Медвик, Пеппер Мартин и Энос Слогтер. Это прозвище команда получила из-за того, что выходила играть в нестиранной, грязной и вонючей форме.
В 1930 году Кардиналы в третий раз играли в Мировой Серии. На этот раз их соперниками были Филадельфия Атлетикс (сейчас Окленд Атлетикс). Атлеты выиграли серию 4-2. Но уже в следующем сезоне Кардиналы взяли реванш, победив в семи играх.
В 1934 году Диззи Дин и его брат Пол на двоих выиграли 49 игр, что до сих пор является рекордом МЛБ. Диззи по прозвищу «Jay» (можно перевести, как «простофиля» или «болтун») выиграл 30 игр, а его младший брат Пол — 19. В те годы часто проводились спаренные матчи («даблхеддеры») и братья часто играли вместе в один день.
В 1935 году Кардиналы уступили первенство Чикаго Кабс, которые в сентябре выиграли 21 игру подряд. В 1937 году лучший питчер Кардиналов в то время Диззи Дин в Матче Всех Звезд сломал палец, что привело к потере скорости при броске фастбола. На тот уровень игры, что был у Дина до травмы он так и не вернулся.

### 1940-е
В начале сороковых годов XX века Кардиналс доминировали в Национальной лиге. В это время болельщики называли их «Свифтис» («Быстрые»). В 1942 году Кардиналс выиграли 106 матчей, что является рекордом для команды за все время выступлений. Ту команду специалисты считают одной из сильнейших в истории. В 1943 и 1944 Сент-Луис заканчивал сезон с одинаковыми показателями (105-49). В 1944 году для Сент-Луиса была особенная Мировая Серия, так как встречались две команды из этого города — «Кардиналс» и «Браунс». Кардиналы выиграли серию со счётом 4-2.
В 1945 году Кардиналс уступили Кабс три победы в борьбе за лидерство в Национальной лиге. Но уже в следующем сезоне они снова играли в Мировой Серии, где в драматичной борьбе победили Бостон Ред Сокс.
В 1947 году Кардиналс пытались бойкотировать игры против Бруклин Доджерс, протестуя против подписания Хитрецами чернокожего игрока Джеки Робинсона. Зачинщиком бойкота считают Эноса Слогтера. Но президент Национальной лиги Форд Фик пообещал дисквалифицировать всех игроков, которые будут участвовать в бойкоте, чем сумел его предотвратить. Сент-Луис находится в штате Миссури и относится к так называемому «Югу». Первого чернокожего игрока Кардиналс подписали в 1958 году. Им стал Курт Флуд. Сопротивление Кардиналов приглашать «цветных» игроков принесло спад в их игру и они на двадцать лет выпали из числа сильнейших команд Национальной лиги.

### 1960-е
В начале шестидесятых годов Сент-Луис начал потихоньку выбираться из низов турнирной таблицы. В 1963 году Кардиналс заняли второе место в Национальной лиге, уступив только Лос-Анджелес Доджерс.
Но уже на следующий год в упорной борьбе смогли завоевать титул победителя Национальной лиги. Эта гонка до сих пор считается одной из самых «жарких» за всю историю МЛБ. В Мировой Серии соперниками Сент-Луиса стали «старые знакомые» из Нью-Йорка. Как и в 1926 году, Янкис считались безоговорочными фаворитами, а Кардиналс — просто выскочками, которым повезло немного больше, чем остальным. Но Сент-Луис снова опроверг прогнозы специалистов. Ведомые капитаном команды игроком третьей базы Кеном Бойером Кардиналс выиграли серию со счётом 4-3 и в седьмой раз выиграли Мировую Серию. Это стало окончанием династии Янкис.
По окончании сезона менеджера команды Джонни Кина сманили в Янкис, а в Сент-Луис на долгие двенадцать сезонов пришёл Ред Шоендиест.
В 1967 году Кардиналс («El Birdos») с легкостью выиграли Национальную лигу, а в мировой серии не дали прерваться «Проклятию малыша»,
выиграв серию у Бостон Ред Сокс.
В следующем сезоне питчер Сент-Луиса Гибсон по окончании сезона имел великолепный показатель ERA — 1.12, а Кардиналы снова выиграли
Национальную лигу. В этот раз их соперниками в мировой серии были Тигры из Детройта, у которых блистал стартовый питчер Денни
МакЛейн, выигравший 31 игру в сезоне. В упорной борьбе Детройт одержал победу в семи матчах. В следующий раз в Мировую Серию Кардиналы попали только через 14 лет.
В 1969 году в МЛБ произошла реорганизация. Были образованы 4 дивизиона и теперь лига состояла из двадцати четырёх команд. В начале семидесятых Кардиналс ещё были одними из претендентов на победу в Национальной лиге, но их время уже прошло.

### 1980-е
После неудачных семидесятых в начале восьмидесятых большие победы вернулись на «Буш Стадиум». Новый менеджер команды Уайтли Ерцог по прозвищу «Белый мяч» провел в команде 11 лет. За это время команда выиграла три титула победителя Национальной лиги и мировую
серию 1982 года. Лидерами команды являлись Даррелл Потер, Оззи Смит, Уилли Макги, Джон Тюдор и другие. Более подробно об этой серии
читайте в специальном разделе альманаха.
В 1985 году Кардиналс снова победили в Национальной лиге и попали в мировую серию, где их соперниками были Канзас-Сити Ройялс. Эту серию впоследствии назовут «I-70 Series» из-за шоссе между городами, так как штаты граничат друг с другом. Эта серия стала одной из самых спорных в истории Кардиналов.
Причиной этого была Игра 6. Перед этой игрой Кардиналы вели в серии 3-2, и им оставалось выиграть всего одну игру из двух оставшихся. Перед последним иннингом Сент-Луис вел со счётом 1-0. На горку вышел Тодд Уоррелл. После его броска беттер Канзаса Хорхе Орта отбил граундбол, который был пойман и переправлен на первую базу. Судья Дон Денкингер зафиксировал «сейф», хотя многочисленные телевизионные повторы показали, что должен был быть «аут». Игра продолжилась и Кардиналы проиграли 1-2. В седьмой игре «Бегущие Красные птицы» были
разбиты в пух и прах со счётом 11-0.
Кардиналы снова выиграли Национальную лигу в 1987 году, но проиграли Близнецам из Миннесоты в мировой серии со счётом 4-3. На этот раз
Кардиналам пришлось обходиться без лидера атак Джека Кларка, получившего травму в одном из последних матчей регулярного сезона. Это была первая серия, в которой все семь матчей выиграли хозяева.

### 1990-е
После того, как в 1989 году умер владелец команды Буш-младший, «Сент-Луис» провалили сезон 1990 года, заняв последнее место в своем дивизионе, а Херцога отправили в отставку. Он был заменен сначала на Шоендиеста, а потом на Джо Торре (нынешнего тренера «Янкис»). В течение пребывания Торре в «Кардиналс» наилучшим результатом стало третье место в 1993 году (87 побед).
В 1995 году компания Anheuser Busch, Inc. продала стадион и команду новой группе владельцев, возглавляемой представителями Southwest Bank Фредом Хансеном и Уильямом Девиттом-младшим. За год до продажи в команду пришёл новый генеральный менеджер Уолт Джокетти. Его деятельность признана бейсбольными специалистами одной из наиболее успешных. Он пригласил в команду менеджера Тони Ларуссу, который до этого тренировал «Окленд Атлетикс». И уже в первый его сезон в 1996 году Ларусса смог вывести команду в плей-офф, но там «Сент-Луис» проиграл в первом раунде «Атланте Брэйвс».
В следующем сезоне последовал провал (73-89), но главным событием стал приход в середине сезона из того же «Окленда» Марка Магвайра. За 51 игру он сделал 24 хоум-рана. В следующем сезоне болельщики следили за борьбой двух слаггеров — Самми Сосы из «Чикаго Кабс» и Марка Магвайра. 8 сентября Магвайр на домашнем стадионе сделал шестьдесят второй хоумран в сезоне и побил рекорд Роджера Мариса, который продержался 37 лет. В конце сезона количество хоумранов у Магвайра составило 70. Однако этот рекорд продержался всего три сезона — в 2001 Барри Бондс сделал 73 хоумрана. В последнее время из-за скандалов по поводу допинга эти рекорды поставлены под сомнение, однако тогда это помогло поднять зрительский интерес, который значительно снизился после забастовки бейсболистов 1994 года.

### 2000-е
В 2000 году Сент-Луис Кардиналс снова попали в плей-офф, где в дивизионной серии победили Атланту, но потом «споткнулись» о Нью-Йорк
Метц. Следующий сезон они закончили с показателем 93-69. Такой же показатель бы и у Хьюстон Асторс. Обеим командам присвоили титул победителя дивизиона, но в плей-офф Хьюстон считался победителем, а Сент-Луис получил Wild Card, так как проиграл Асторс по личным встречам. В этом сезоне великолепно начал свою карьеру Альберт Пухолс, который сделал 37 хоумранов и выиграл титул «лучшего новичка Национальной лиги». Так же это был последний сезон для Макгвайра, что ознаменовало конец эры «Биг Мака». В плей-офф Кардиналс в упорной борьбе уступили будущим чемпионам Аризоне Даймондбекс во главе с суперпитчерами Рэнди Джонсоном и Куртом Шиллингом. Серия была очень малорезультативной. Стоит сказать, что средняя результативность в пяти матчах составила всего 4.4 рана за игру. В последнем матче Сент-Луис проиграл 1-2.
В 2002 году Кардиналс снова победили в своем дивизионе и на этот раз не повторили прошлогодней ошибки, победив Аризону в четырёх
матчах. Но дальше их ждали Барри Бондс и Гиганты из Сан-Франциско. Проиграв первые два матча дома Сент-Луис был обречен. Так и
получилось — Гиганты выиграли серию со счётом 4-1. Этот год для Кардиналс стал довольно трагичным. Во-первых, скончался знаменитый
журналист Джек Бак, который комментировал матчи Кардиналс многие годы. А, во-вторых, всего через неделю после смерти Бака, во время серии против Чикаго внезапно скончался от остановки сердца питчер Сент-Луиса Деррил Кайл.
В 2003 году Кардиналы сделали шаг назад, заняв третье место в своем дивизионе, но уже в следующем сезоне они выиграли 105 матчей, чего им не удавалось с далеких сороковых годов XX столетия. Таким образом, они получили преимущество своего поля в первых двух раундах плей-офф. И это очень пригодилось в дальнейшем. Сначала в первом раунде Сент-Луис выбили Лос-Анджелес Доджерс со счётом 3-1, а потом в упорной борьбе победили Хьюстон Астрос. Серия с Хьюстоном получилась очень упорной — каждая команда выигрывала свои домашние матчи. Ключевым матчем стала шестая игра, когда, проигрывая в серии со счётом 2-3, Кардиналс выиграли в двенадцатом иннинге благодаря хоумрану Джима Эдмондса. На следующий день победа далась гораздо легче — 5-2. В Мировой Серии Кардиналс уже ждали Красные Носки из Бостона. Это была их третья встреча в Мировой Серии. До этого в 1946 и 1967 году оба раза сильней оказывались Кардиналы. Но теперь у Кадиналс была серьёзная проблема — им предстояло играть без лучшего питчера Криса Карпентера, который получил травму плеча ещё перед началом плей-офф. Бостон же был на сумасшедшем ходу — перед этим они выиграли серию у Нью-Йорк Янкис, проигрывая 0-3. Не смог им ничего противопоставить и Сент-Луис — Ред Сокс вынесли Красных птиц «в одну калитку» 4-0. Слабо сыграла основная связка нападающих Сент-Луиса (Пухолс-Ролен-Эдмондс). За четыре матча они смогли отбить только 6-из-45 (1 RBI).
17 сентября Кардиналы выиграли 5-1 у Чикаго Кабс, что позволило им выиграть свой дивизион за две недели до окончания регулярного сезона. В первом раунде Кардиналс легко разобрались с Сан-Диего Падрес, выиграв серию «всухую». В Чемпионской Серии им опять предстояла встреча с Хьюстон Астрос. Вроде бы должно было быть полегче, чем в прошлом сезоне, так как вернулся Карпентер. Но получилось все иначе — Карпентер выиграл оба своих матча, но в остальных встречах успех праздновали техасцы, что позволило им
победить 4-2. По окончании сезона MVP Национальной лиги получил Альберт Пухолс, а титул «Кай Янга» достался Крису Карпентеру. Последний раз в Национальной лиге выиграть оба главных индивидуальных приза удалось игрокам Атланты Брэйвс в 1991 году.
Перед началом сезона 2006 Сент-Луис потерял аутфилдеров Лэрри Уокера и Реджи Сандерса, инфилдеров Марка Грудзиланека и Джона Мабри,
а также многолетнего стартового питчера команды Мета Морриса. Эти дыры в составе они попытались закрыть подписанием Хуана Энкарнасиона, Сидни Понсона, Брендона Лупера, Гери Беннета и Джефа Нельсона. Забегая вперед можно сказать, что никто из этих игроков так и не стал основным. Но главная новость для команды — это открытие нового стадиона. Открытие состоялось 4 апреля матчем фарм-клубов Кардиналс — Мемфис Редбердс и Спрингфилд Кардиналс. Основная команда сыграла свой первый матч на новом стадионе 10 апреля против Милуоки Брюэрс. Со счётом 6-4 победили хозяева, а всего спустя неделю Альберт Пухолс сделал три хоумрана подряд в
матче против Цинциннати Редс.
Кардиналс начали сезон очень мощно и к 18 июня их показатель составлял 42-26. Но потом последовала серия из восьми поражений подряд,
что стало самой длинной серией поражений, начиная с сезона 1988 года. Такая невыразительная игра была обусловлена травмами лидеров
команды (Пухолс, Экштейн, Эдмондс и Малдер), а также играми против мощных команд Американской лиги Детройтом и Чикаго Уайт Сокс, которым Сент-Луис проиграл по три матча. Прервать серию удалось только в последнем матче против Кливленда.
Вторая серия из восьми поражений подряд случилась в конце июля — начале августа. Сент-Луис потихоньку терял огромное преимущество, добытое в начале сезона и, окажись соперники более вменяемыми, не видать Кардиналам плей-офф. Они начали сентябрь с преимуществом над Хьюстоном в 8.5 побед, но к концу регулярного сезона эта разница составила всего полпобеды. Если бы Хьюстон выиграл последний матч, то была бы назначена переигровка за первое место. Но Астрос проиграли и «Сент-Луис» «пролез» в плей-офф.

### 2010-е
Второе десятилетие «Сент-Луис» начали с места в карьер, выиграв в 2011 году Мировую Серию.
Перед регулярным сезоном 2011 года о своём уходе заявили многолетний менеджер и легенда «Кардиналов» Тони Ла Русса и тренер питчеров Дэйв Данкан.
На конец мая 2011 года, «Сент-Луис» уверенно лидировал в своём дивизионе, но неубедительная игра в июне-июле позволила сместить их с этого места «Брюэрсами». Выдав ударную игру в сентябре, «Кардиналы» считались одними из потенциально опасных команд постсезона, куда они пробились по вайл-кард.
В Серии Дивизионов «Кардиналам» предстояла серия с «Филлис», которую Красные птицы выиграли со счётом 3-2. Основной там виделась борьба между двумя первыми стартовыми питчерами Крисом Карпентером и Роем Холладеем, бывшими одноклубниками по «Блю Джейс». Неофициальнов ней выиграл Крис, выдавший шатаут в решающем, пятом матче серии.
В Финальной Серии Национальной Лиги «Кардиналам» предстояли встречи с «Миллуоки». Он сложилась чуть более легче, чем предыдущая и «Сент-Луис» праздновал победу в шести матчах со счётом 4-2. Игрок «Сент-Луиса» Дэвид Фриз, выбивший в серии три хоум-рана, стал MVP серии.
В Мировой Серии «Кардиналы» встречались с «Рэйнджерами» и их игры стали украшением года. «Сент-Луис» вёл со счётом 2-1, затем проигрывал 2-3. В шестом матче серии он дважды находились в одном страйке от поражения в Мировой Серии, но в девятом иннинге Фриз, в десятом — Беркман спасли поединок, а в одиннадцатом всё тот же Фриз сделал уолк-офф хоум-ран. А в последнем, седьмом матче серии, «Рэйнжерс» не совладали с нервами и довольно легко уступили, по большей части из-за своих ошибок. А «Кардиналы» второй раз в 21 веке взяли Мировую Серию. Дэвид Фриз же снова получил приз MVP.
Сразу после сезона помимо легендарного наставника «Кардиналов» покинул и легендарный отбивающий — Альберт Пухольс стал свободным агентом и подписал контракт с Ангелами. В ноябре 2011 года стало известно имя нового менеджера команды — им стал бывший кэтчер Майк Матени, выступавший за «Кардиналов» с 2000 по 2004 год. Также перед сезоном команду пополнил Карлос Бельтран, которого окрестили «Пухольсозаменителем».
Перед началом нового сезона стало известно, что его пропустит Крис Карпентер, зато после аналогичной травмы в состав вернулся другой стартовый питчер Адам Уайнрайт. Сезон команда провела неровно, но всё же попала в Постсезон со второй позиции по Вайл-кард, что стало новинкой в регламенте того сезона. В Вайлд-Кард Матче «Сент-Луис» выиграл «Атланты Брэйвз», попавшей в поединок с первой позиции, со счётом 6-3. Затем «Кардиналов» ждал «Вашингтом», попавший впервые в плей-офф для данного именования франшизы и выигравший регулярный чемпионат в Национальной Лиге. «Сент-Луис» выиграл в серии со счётом 3-2, причём в последнем иннинге последнего матча при двух аутов он проигрывал со счётом 5-7, однако усилиями Дениэла Дескальсо и Пита Козмы выиграли 9-7.

## Стадион

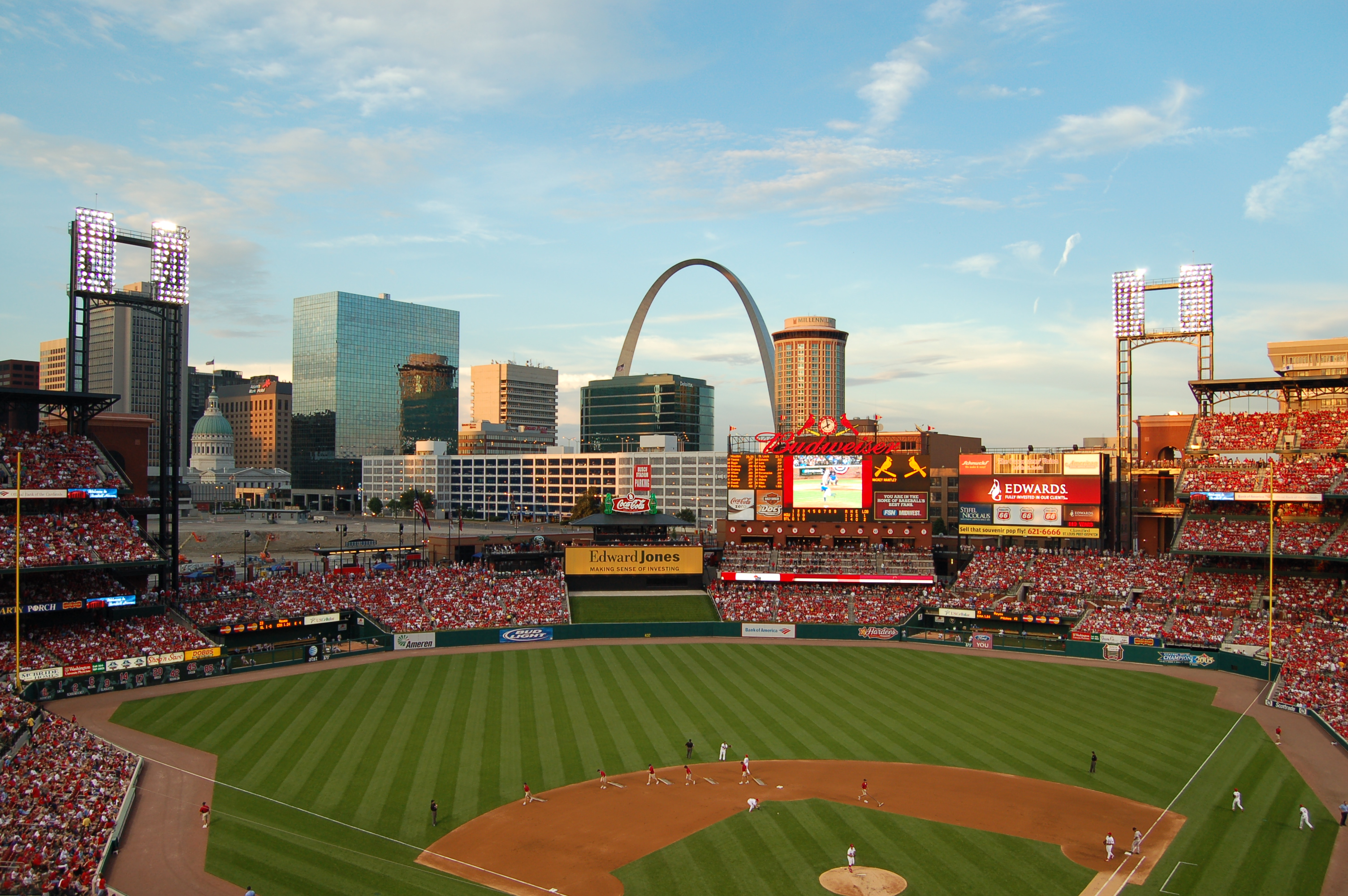
«Буш-стэдиум» — домашний стадион «Кардиналов» с 2006 года

Домашний стадион «Кардиналов» — «Буш-стэдиум», находящийся в нижней части Сент-Луиса. Буш Стэдиум, также называемый Третий Буш, поскольку он стал третьим стадионом в истории «Кардиналс» с таким названием, стоил 346 млн. долларов и вмещает 46861 человек, однако в седьмой игре Мировой Серии 2011 года на стадионе смогло поместиться 47399 человек, благодаря расширению стоячих мест.
Открыт он в 2006 году, рядом со вторым «Буш-стэдиум». В том году «Кардиналы» выиграли Мировую Серию и стали первой командой с 1923 года, после «Янкис», выигравшие в первый год на новом стадионе.
Весенний тренировочный лагерь «Кардиналы» проводят на «Роджер Дин Стэдиум», в Джупитере, Флорида.

## Факты
- С 1960 по 1987 год в Сент-Луисе было две команды «Сент-Луис Кардиналс» — одна бейсбольная, а вторая по американскому футболу. У болельщиков вошло в привычку разделять команды — «бейсбольные кардиналы» и «футбольные кардиналы». Однако позже бейсбольную команду все чаще стали называть «Красные птицы». Это название прижилось и сейчас болельщики очень часто используют его, несмотря на то, что футбольная команда давно переехала в другой город.
- По мнению многих обозревателей, например Питера Гаммонса, болельщики в Сент-Луисе очень хорошо разбираются в игре. Сент-Луис даже получил неофициальное название «город бейсбола США». Благодаря великолепной атмосфере многие бейсболисты соглашались играть за «Кардиналс» даже за более низкую зарплату, чем им предлагали в других командах.
- Основными конкурентами «Кардиналс» являются «Чикаго Кабс». Однако в последнее время начала появляться конкуренция с «Хьюстон Астрос», в основном из-за борьбы за первое место в дивизионе и частых встреч в плей-офф.
- Из восьми команд, которые играли в Национальной лиге с самого начала, «Сент-Луис Кардиналс» последними выиграли титул победителя Национальной лиги (1926).
- «Кардиналс» — одна из немногих команд, которые выиграли мировую серию в первый сезон на новом бейсбольном стадионе. Последними до «Кардиналс» были «Нью-Йорк Янкис» в 1923 году.

## Статистика
НЛ = Национальная лига
| Сезон | Результат | П%     | Место          | Плей-офф |
| ----- | --------- | ------ | -------------- | -------- |
| 1892  | 56-94     | 37.3 % | 11 в НЛ        |          |
| 1893  | 57-75     | 43.2 % | 10 в НЛ        |          |
| 1894  | 56-76     | 42.4 % | 9 в НЛ         |          |
| 1895  | 39-92     | 29.8 % | 11 в НЛ        |          |
| 1896  | 40-90     | 30.8 % | 11 в НЛ        |          |
| 1897  | 29-102    | 22.1 % | 12 в НЛ        |          |
| 1898  | 39-111    | 26.0 % | 12 в НЛ        |          |
| 1899  | 84-67     | 55.6 % | 5 в НЛ         |          |
| 1900  | 65-75     | 46.4 % | 5 в НЛ         |          |
| 1901  | 76-64     | 54.3 % | 4 в НЛ         |          |
| 1902  | 56-78     | 41.8 % | 6 в НЛ         |          |
| 1903  | 43-94     | 31.4 % | 8 в НЛ         |          |
| 1904  | 75-79     | 48.7 % | 5 в НЛ         |          |
| 1905  | 58-96     | 37.7 % | 6 в НЛ         |          |
| 1906  | 52-98     | 34.7 % | 7 в НЛ         |          |
| 1907  | 52-101    | 34.0 % | 8 в НЛ         |          |
| 1908  | 49-105    | 31.8 % | 8 в НЛ         |          |
| 1909  | 54-98     | 35.5 % | 7 в НЛ         |          |
| 1910  | 63-90     | 41.2 % | 7 в НЛ         |          |
| 1911  | 75-74     | 50.3 % | 5 в НЛ         |          |
| 1912  | 63-90     | 41.2 % | 6 в НЛ         |          |
| 1913  | 51-99     | 34.0 % | 8 в НЛ         |          |
| 1914  | 81-72     | 52.9 % | 3 в НЛ         |          |
| 1915  | 72-81     | 47.1 % | 6 в НЛ         |          |
| 1916  | 60-93     | 39.2 % | 7 в НЛ         |          |
| 1917  | 82-70     | 53.9 % | 3 в НЛ         |          |
| 1918  | 51-78     | 39.5 % | 8 в НЛ         |          |
| 1919  | 54-83     | 39.4 % | 7 в НЛ         |          |
| 1920  | 75-79     | 48.7 % | 5 в НЛ         |          |
| 1921  | 87-66     | 56.9 % | 3 в НЛ         |          |
| 1922  | 85-69     | 55.2 % | 3 в НЛ         |          |
| 1923  | 79-74     | 51.6 % | 5 в НЛ         |          |
| 1924  | 65-89     | 42.2 % | 6 в НЛ         |          |
| 1925  | 77-76     | 50.3 % | 4 в НЛ         |          |
| 1926  | 89-65     | 57.8 % | 1 в НЛ         |          |
| 1927  | 92-61     | 60.1 % | 2 в НЛ         |          |
| 1928  | 95-59     | 61.7 % | 1 в НЛ         |          |
| 1929  | 78-74     | 51.3 % | 4 в НЛ         |          |
| 1930  | 92-62     | 59.7 % | 1 в НЛ         |          |
| 1931  | 101-53    | 65.6 % | 1 в НЛ         |          |
| 1932  | 72-82     | 46.8 % | 6 в НЛ         |          |
| 1933  | 82-71     | 53.6 % | 5 в НЛ         |          |
| 1934  | 95-58     | 62.1 % | 1 в НЛ         |          |
| 1935  | 96-58     | 62.3 % | 2 в НЛ         |          |
| 1936  | 87-67     | 56.5 % | 2 в НЛ         |          |
| 1937  | 81-73     | 52.6 % | 4 в НЛ         |          |
| 1938  | 71-80     | 47.0 % | 6 в НЛ         |          |
| 1939  | 92-61     | 60.1 % | 2 в НЛ         |          |
| 1940  | 84-69     | 54.9 % | 3 в НЛ         |          |
| 1941  | 97-56     | 63.4 % | 2 в НЛ         |          |
| 1942  | 106-48    | 68.8 % | 1 в НЛ         |          |
| 1943  | 105-49    | 68.2 % | 1 в НЛ         |          |
| 1944  | 105-49    | 68.2 % | 1 в НЛ         |          |
| 1945  | 95-59     | 61.7 % | 2 в НЛ         |          |
| 1946  | 98-58     | 62.8 % | 1 в НЛ         |          |
| 1947  | 89-65     | 57.8 % | 2 в НЛ         |          |
| 1948  | 85-69     | 55.2 % | 2 в НЛ         |          |
| 1949  | 96-58     | 62.3 % | 2 в НЛ         |          |
| 1950  | 78-75     | 51.0 % | 5 в НЛ         |          |
| 1951  | 81-73     | 52.6 % | 3 в НЛ         |          |
| 1952  | 88-66     | 57.1 % | 3 в НЛ         |          |
| 1953  | 83-71     | 53.9 % | 4 в НЛ         |          |
| 1954  | 72-82     | 46.8 % | 6 в НЛ         |          |
| 1955  | 68-86     | 44.2 % | 7 в НЛ         |          |
| 1956  | 76-78     | 49.4 % | 4 в НЛ         |          |
| 1957  | 87-67     | 56.5 % | 2 в НЛ         |          |
| 1958  | 72-82     | 46.8 % | 6 в НЛ         |          |
| 1959  | 71-83     | 46.1 % | 7 в НЛ         |          |
| 1960  | 86-68     | 55.8 % | 3 в НЛ         |          |
| 1961  | 80-74     | 51.9 % | 5 в НЛ         |          |
| 1962  | 84-78     | 51.9 % | 6 в НЛ         |          |
| 1963  | 93-69     | 57.4 % | 2 в НЛ         |          |
| 1964  | 93-69     | 57.4 % | 1 в НЛ         |          |
| 1965  | 80-81     | 49.7 % | 7 в НЛ         |          |
| 1966  | 83-79     | 51.2 % | 6 в НЛ         |          |
| 1967  | 101-60    | 62.7 % | 1 в НЛ         |          |
| 1968  | 97-65     | 59.9 % | 1 в НЛ         |          |
| 1969  | 87-75     | 53.7 % | 4 в Востоке НЛ |          |
| 1970  | 76-86     | 46.9 % | 4 в Востоке НЛ |          |
| 1971  | 90-72     | 55.6 % | 2 в Востоке НЛ |          |
| 1972  | 75-81     | 48.1 % | 4 в Востоке НЛ |          |
| 1973  | 81-81     | 50.0 % | 2 в Востоке НЛ |          |
| 1974  | 86-75     | 53.4 % | 2 в Востоке НЛ |          |
| 1975  | 82-80     | 50.6 % | 4 в Востоке НЛ |          |
| 1976  | 72-90     | 44.4 % | 5 в Востоке НЛ |          |
| 1977  | 83-79     | 51.2 % | 3 в Востоке НЛ |          |
| 1978  | 69-93     | 42.6 % | 5 в Востоке НЛ |          |
| 1979  | 86-76     | 53.1 % | 3 в Востоке НЛ |          |
| 1980  | 74-88     | 45.7 % | 4 в Востоке НЛ |          |
| 1981  | 59-43     | 57.8 % | 2 в Востоке НЛ |          |
| 1982  | 92-70     | 56.8 % | 1 в Востоке НЛ |          |
| 1983  | 79-83     | 48.8 % | 4 в Востоке НЛ |          |
| 1984  | 84-78     | 51.9 % | 3 в Востоке НЛ |          |
| 1985  | 101-61    | 62.3 % | 1 в Востоке НЛ |          |
| 1986  | 79-82     | 49.1 % | 3 в Востоке НЛ |          |
| 1987  | 95-67     | 58.6 % | 1 в Востоке НЛ |          |
| 1988  | 76-86     | 46.9 % | 5 в Востоке НЛ |          |
| 1989  | 86-76     | 53.1 % | 3 в Востоке НЛ |          |
| 1990  | 70-92     | 43.2 % | 6 в Востоке НЛ |          |
| 1991  | 84-78     | 51.9 % | 2 в Востоке НЛ |          |
| 1992  | 83-79     | 51.2 % | 3 в Востоке НЛ |          |
| 1993  | 87-75     | 53.7 % | 3 в Востоке НЛ |          |
| 1994  | 53-61     | 46.5 % | 3 в Центре НЛ  |          |
| 1995  | 62-81     | 43.4 % | 4 в Центре НЛ  |          |
| 1996  | 88-74     | 54.3 % | 1 в Центре НЛ  |          |
| 1997  | 73-89     | 45.1 % | 4 в Центре НЛ  |          |
| 1998  | 83-79     | 51.2 % | 3 в Центре НЛ  |          |
| 1999  | 75-86     | 46.6 % | 4 в Центре НЛ  |          |
| 2000  | 95-67     | 58.6 % | 1 в Центре НЛ  |          |
| 2001  | 93-69     | 57.4 % | 1 в Центре НЛ  |          |
| 2002  | 97-65     | 59.9 % | 1 в Центре НЛ  |          |
| 2003  | 85-77     | 52.5 % | 3 в Центре НЛ  |          |
| 2004  | 105-57    | 64.8 % | 1 в Центре НЛ  |          |
| 2005  | 100-62    | 61.7 % | 1 в Центре НЛ  |          |
| 2006  | 83-78     | 51.6 % | 1 в Центре НЛ  |          |